# Virale (singolo)
Virale è un singolo del cantante italiano Matteo Romano, pubblicato il 3 febbraio 2022.

## Descrizione
Il brano è stato scritto dallo stesso Matteo Romano insieme a Dardust, Alessandro La Cava e Federico Rossi. Presentato in gara in occasione del Festival di Sanremo 2022, si è classificato undicesimo.

## Video musicale
Il video, diretto da Lorenzo Silvestri e Andrea Santaterra, in arte Bendo, è stato reso disponibile in concomitanza del lancio del singolo attraverso il canale YouTube del cantante.

## Tracce
Testi di Matteo Romano, Federico Rossi e Alessandro La Cava, musiche di Federico Rossi, Alessandro La Cava e Dario Faini.
1. Virale – 3:04

## Classifiche

### Classifiche settimanali
| Classifica (2022) | Posizione massima |
| ----------------- | ----------------- |
| Italia            | 10                |

### Classifiche di fine anno
| Classifica (2022) | Posizione |
| ----------------- | --------- |
| Italia            | 69        |